# نيتسح يهودا
نيتساح يهودا (بالعبرية: גדוד נצח יהודה) وتعني حرفيًا «يهوذا الأبدي»، وتُعرف سابقًا باسم ناحال حريدي (بالعبرية: הנחל החרדי)، هي كتيبة يهودية حريدية متفرعة من لواء كفير التابع لجيش الدفاع الإسرائيلي. تتيح هذه الوحدة للرجال اليهود الأرثوذكسيين الخدمة في الجيش في جو يتوافق مع معتقداتهم الدينية، في إطار يخضع لتعاليم الهالاخاه. قررت القيادة الإسرائيلية نقل منطقة عمليات الكتيبة إلى جنين بعد أن كانت في رام الله.
في أبريل 2024، نشر موقع أكسيوس الأمريكي تقريرًا عن أن الحكومة الأمريكية تنوي معاقبة الوحدة لخروقات حقوق الإنسان، وذلك بحجب المساعدة والتدريب العسكري عنها وفق قانون ليهي.

## استشهادات
1. ↑  "جيش الاحتلال يعجز عن تشكيل كتيبة عسكرية دينية يهودية". وكالة عمون الإخبارية. مؤرشف من الأصل في 2019-08-02. اطلع عليه بتاريخ 2019-08-02.
2. ↑  "جيش الاحتلال ينقل كتيبة الحريديم من رام الله لجنين". القدس. 26 فبراير 2019. مؤرشف من الأصل في 2019-02-27. اطلع عليه بتاريخ 2019-08-02.
3. ↑  إسلام عبد الكريم (22 أبريل 2024). "أكسيوس: إسرائيل تضغط على أميركا لإعادة النظر في العقوبات على كتيبة «نيتساح يهودا»". الغد. مؤرشف من الأصل في 2024-04-22. اطلع عليه بتاريخ 2024-04-22.